# SZD-33 Bocian 3
SZD-33 Bocian 3 – projekt polskiego dwumiejscowego szybowca szkolno-treningowego opracowany w Szybowcowym Zakładzie Doświadczalnym w Bielsku-Białej.

## Historia
W 1967 r. pod kierunkiem Tadeusz Łabucia opracowano w Szybowcowym Zakładzie Doświadczalnym projekt następcy SZD-9 Bocian. Prace projektowe nie były kontynuowane, zdecydowano się na modernizację Bociana 1D, w wyniku czego powstał SZD-9bis Bocian 1E, który trafił do produkcji seryjnej.